# Bohnický ústavní hřbitov
Bohnický ústavní hřbitov, někdy označovaný jako „hřbitov bláznů“, je bývalý hřbitov nacházející se v severní části Prahy, přibližně 700 metrů západně od Psychiatrické nemocnice Bohnice. Rozkládá se na ploše zhruba 2,5 ha a má dvě brány – hlavní, situovanou na východní straně, a vedlejší, která je trvale uzavřená, na západě. Hřbitov má přibližně 4200 hrobů.

## Historie
Hřbitov byl dokončen a vysvěcen 12. září 1909 jako součást Psychiatrické léčebny v Bohnicích. Prvním pohřbeným zde byl 24. září 1909 jedenáctiletý pacient František Jankovský, který trpěl hydrocefalem (vodnatelností mozku). Ročně zde bylo pohřbeno přibližně 80 pacientů zemřelých v léčebně. Vedle pacientů zde byli pohřbíváni také ošetřovatelé, řádové sestry, místní dělníci a úředníci. V roce 1916 zde našli místo posledního odpočinku i italští vojáci z nedalekého zajateckého tábora, kteří podlehli epidemii tyfu. Za první světové války byli do léčebny přesunuti pacienti psychiatrické léčebny z Tridentu. Bohnický hřbitov se stal místem posledního odpočinku i pro ty, kteří zde zemřeli. V roce 1951 bylo pohřbívání ukončeno, zároveň byl zrušen kostel a ústavní duchovní správa. Hřbitov byl 1. ledna 1963 předán Pohřební službě hl. m. Prahy, která jej nevyužívala a nechala zpustnout. Během oficiálního provozu hřbitova zde bylo na ploše 2,5 hektaru pohřbeno přibližně 4300 osob. Dominantou hřbitova je kaple s márnicí a mohyla postavená na památku vojákům a obětem první světové války, kteří zemřeli během hospitalizace v ústavu.
V roce 1984 byly ponuré kulisy bohnického hřbitova využity při natáčení scény z filmu Amadeus režiséra Miloše Formana, zachycující ukládání W. A. Mozarta do hromadného hrobu. V roce 1989 kapličku vypálili vandalové, po čemž z ní zůstalo pouze torzo.
Existuje domněnka, že bohnický hřbitov je místem posledního spočinutí mladé prostitutky Otýlie Vranské nebo vraha Gavrila Principa. Podle gestapa, které v roce 1942 rozbilo ilegální odbojovou skupinu působící v Psychiatrické léčebně v Bohnicích, byl Gavrielo Princip pohřben na „hřbitově bláznů“ 1. května 1918 do neoznačeného hrobu. Hrobník Slavata tehdy vypověděl, že Princip byl v záznamech uveden jako demobilizovaný kaprál Karel Chotěšovský od 28. pěšího pluku, který zemřel v bohnické léčebně na „úbytek mozku“.
V roce 1996 nechala Margaret Thatcherová z tohoto hřbitova exhumovat ostatky, které údajně patřily jednomu z předků jejího manžela Denise Thatchera (1915–2003).
„Dne 13. ledna 1917 dle nařízení odevzdány k účelům válečným zvony, a mezi nimi i zvon ze hřbitovní kaple ústavní v průměru 38 cm, a ve váze 30 kg. Duchovní správce sám ohledně zvonu žádného podání neučinil, a kdyby byl věděl, že bude udán také tento zvon ze hřbitova ústavního, byl by sám u c. k. vojenského velitelství vymohl, aby zvon zůstal vzhledem k tomu, že pro c. k. vojíny v ústavu zemřelé, bylo na hřbitově ústavním dle přání c. k. polního vrchního kuráta Voneše vyhlédnuto zvláštní prostranné místo pro jejich hroby a ústav sám, připojiv se v čele k dobrodincům, dal uprostřed tohoto místa postaviti obrovský pomník s nápisem: Corpora dant tumulo, sed patriae vitam (Těla jsou dána do hrobu, ale život vlasti). Nahoře v popředí jest hlava Kristova jako Domini pacis, a po straně jsou písmena Alfa a Omega. Návrh na pomník zdarma vyhotovil pan architekt František Thoř z Prahy. A železobetonový pomník sám zdarma zpracoval pan Scrivante z Troje. Ústav pak dodal potřebný materiál. Pomník měl býti vojensky vysvěcen v říjnu minulého roku, ale svěcení oddáleno až na konec května 1917. Vzhledem k stále vzrůstajícímu počtu úmrtí bylo nutno zakročiti u zemské správní komise o bezodkladné rozšíření ústavního hřbitova. Přes všechno namáhání duchovního správce vlekla se stavba zděného a dřevěného plotu při známé váhavosti vrchního inženýra Dvořáka krokem hlemýždím, až konečně v prosinci, a sice dne 15.12.1917, vysvěcen byl ústavní hřbitov vikářem Antonínem Brožem, farářem v Podolí, zároveň byl vysvěcen pomník pro vojíny v ústavu zemřelé a vykonána předepsaná pobožnost za všechny padlé naše hrdiny.“
Otakar Hruška, Pamětní kniha duchovní správy Královského českého zemského ústavu pro choromyslné v Bohnicích
Dne 16. října 1932 posvětil pražský arcibiskup, kardinál Karel Kašpar, za přítomnosti italského velvyslance posvěcen druhý památník Italům, kteří byli v roce 1916 evakuováni do Bohnic z ústavu pro choromyslné na Tridentském území. Památník tvořily dvě desky z kararského mramoru zasazené do zdi u vchodu do hřbitovní kaple. Na deskách byly nápisy v italštině a češtině:
„Věčné památce 48 Tridentských choromyslných do tohoto ústavu převezených a zde zemřelých za strašné světové války, jejichž tělům na tomto hřbitově pohřbeným, nedostalo se se svrchovaného štěstí posledního odpočinku v osvobozené půdě vlasti.“

Pod deskami byly umístěny měděné skříňky s prstí z Tridentského hřbitova.
Hřbitov je veřejnosti nepřístupný a velmi zchátralý. Většina bývalých hrobů je obrostlá břečťanem a zbylo zde jen malé množství náhrobků. Bývalá kaple spolu s márnicí je v dezolátním stavu. Vzhledem k atmosféře místa a jeho pohnuté historii se zde občas konají noční komentované prohlídky pro zájemce.
1. listopadu 2014 sloužil P. Jan Kofroň slavnostní requiem za oběti první světové války u příležitosti stého výročí jejího vypuknutí.
Po jednáních zahájených v březnu 2015 schválila rada hlavního města Prahy 8. srpna 2018 bezúplatný převod hřbitova z vlastnictví České republiky na hlavní město Prahu, pod správu městské části Praha 8, na návrh místostarosty Jiřího Vítka. V rámci obnovy mají být stabilizovány obvodové zdi a kaple, přičemž náletové dřeviny budou zredukovány, ale popínavý břečťan bude ponechán kvůli zachování atmosféry. Hřbitov má zůstat uzavřený, městská část však plánuje pořádat komentované prohlídky.

## Místa v okolí
V bezprostřední blízkosti hlavní brány se nachází zahrádkářská osada a zvířecí hřbitov (nyní pietní park), směrem dál na východ pak samotný areál nemocnice a Staré Bohnice.

## Galerie

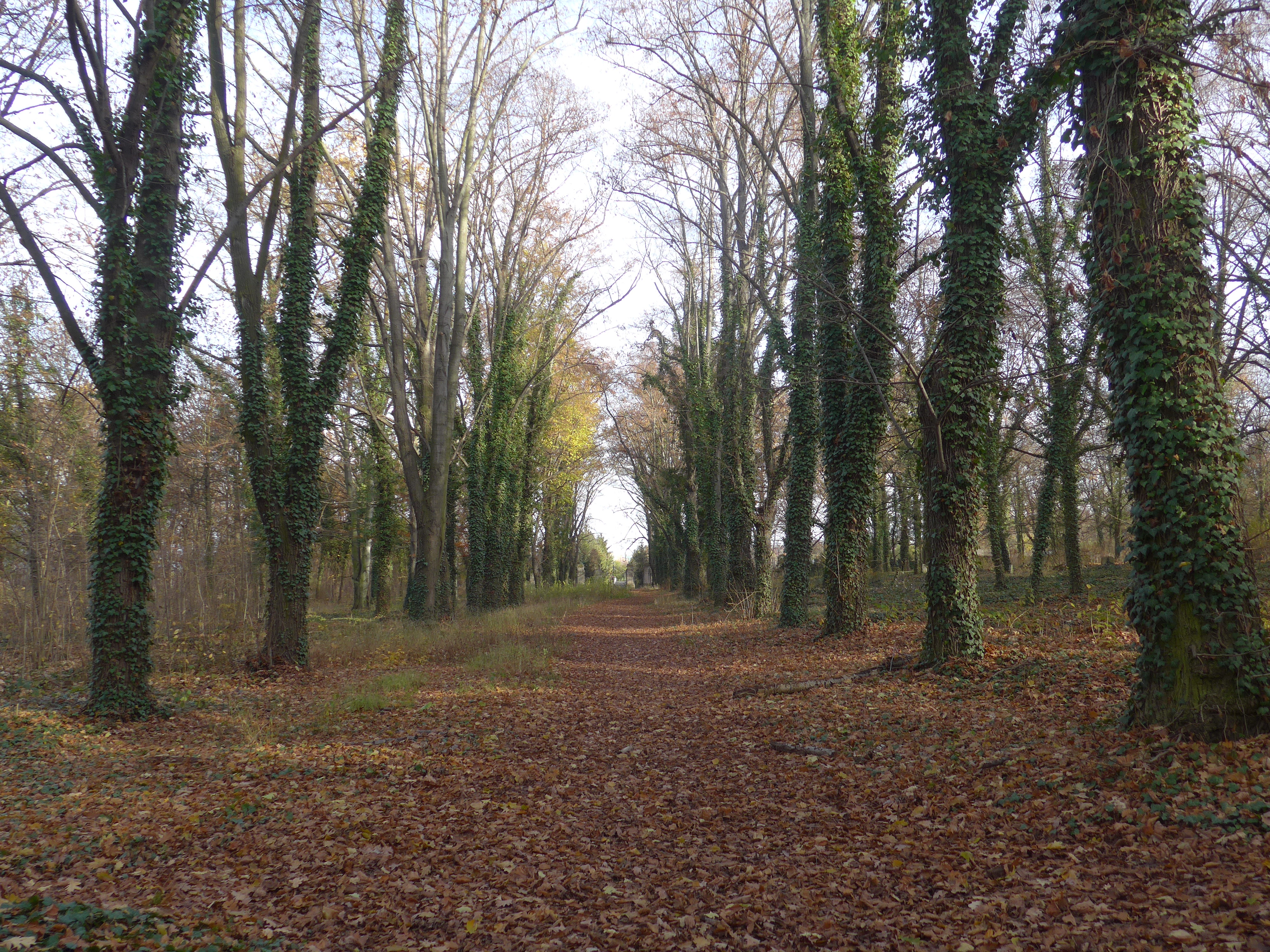
Hlavní alej hřbitova
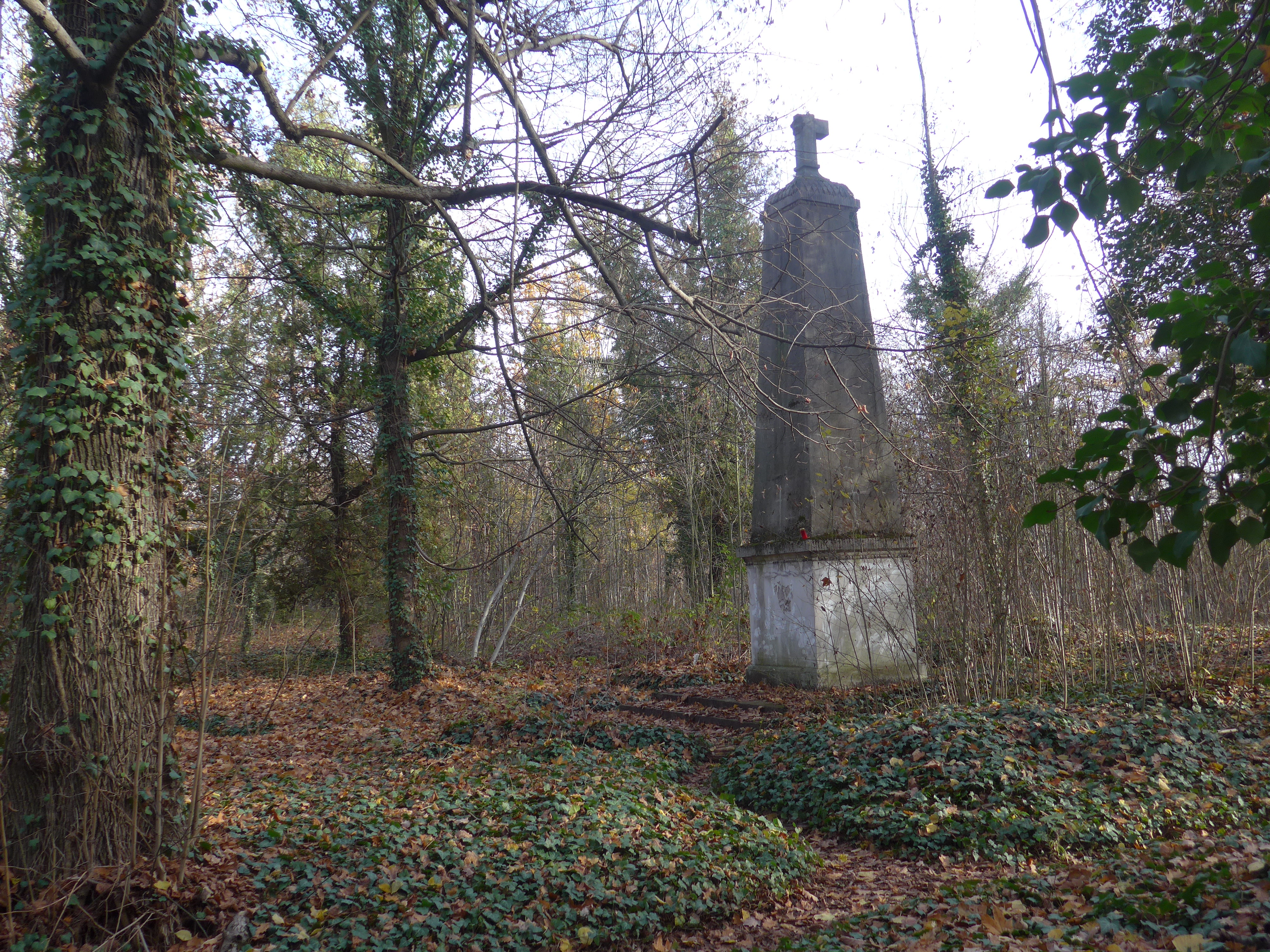
Mohyla na památku padlých a obětí první světové války